# Thorild Olsson
David Thorild Olsson (født 26. november 1886 i Göteborg, død 19. marts 1934 smst) var en svensk atlet, som deltog i OL 1912 i Stockholm.
Olsson vandt sølvmedalje ved OL 1912 som del af det svenske hold i holddisciplinen 3000-meter-løb efter USA. De andre på holdet var Bror Fock, Nils Frykberg, Ernst Wide og John Zander. Svenskerne vandt deres indledende heat over Tyskland, hvor Olsson løb i tiden 9:14,7, og i finalen løb han i 8:44,6 (samme tid som den bedste amerikaner). Ved legene deltog han også i 5000-meter-løb, hvor han blev nummer to i sit indledende heat og derfor kvalificerede sig til finalen, hvor han dog ikke stillede op.